# Carretera de Nebraska 24
La Carretera de Nebraska 24 (en inglés: Nebraska Highway 24) y abreviada NE 24, con una longitud de 10,38 millas (16,7 km), es una carretera estatal de sentido oeste-este ubicada en el estado estadounidense de Nebraska. La Carretera de Nebraska 24 se inicia en su extremo oeste en la U.S. Route 275 y Carretera de Nebraska 25 en Norfolk, y en el este en la Carretera de Nebraska 57 en Stanton.

## Cruces
Los principales cruces de la Carretera de Nebraska 24 son las siguientes:
| Condado | Ubicación | Millas | Cruces                                        | Notas              |
| ------- | --------- | ------ | --------------------------------------------- | ------------------ |
| Madison | Norfolk   | 0.00   | US 275 (841st Road) NE 35 Este (Channel Road) | Término occidental |
| Stanton | Stanton   | 10.38  | NE 57 (10th Street/Ivy Street)                | Terminal este      |